# Politique italienne de Napoléon III
La politique italienne de Napoléon III est marquée par le soutien de la France à l'unification italienne, la péninsule étant alors morcelée et dominée par l'empire d'Autriche.
Arrivé au pouvoir par son coup d'État de 1851, Napoléon III demeure préoccupé par la question de l'unité italienne. La nation italienne reste en effet divisée en de nombreuses petites entités territoriales qu'il a désormais — en tant que maître d'une puissance militaire d'importance — le pouvoir d'aider à s'unifier. Il doit cependant rassurer les catholiques, inquiets des menaces que l'unification pourrait causer aux intérêts du pape. Il décide finalement de s'engager pour la cause italienne contre l'empire d'Autriche en 1859, mais doit finalement modérer son action du fait d'une situation diplomatique inquiétante, notamment la menace prussienne.

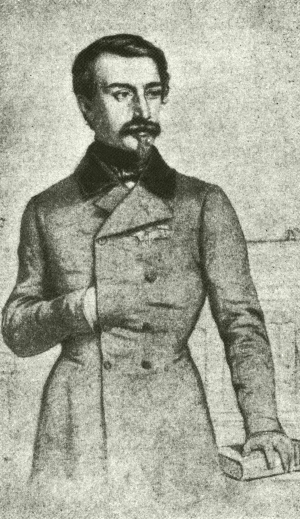
Louis-Napoléon Bonaparte en 1848.

La France y gagne la Lombardie qu'elle rétrocède à Victor-Emmanuel II. Après l'annexion des duchés de Parme, Modène et de Toscane, la France reçoit la Savoie et le comté de Nice. La paix de Villafranca est signée, mais laisse la France dans une situation diplomatique délicate.

## La sympathie de Napoléon III pour la cause italienne
L'Italie est divisée entre les États pontificaux, les royaumes des Deux-Siciles et de Piémont-Sardaigne, plusieurs duchés (Parme, Modène et le grand-duché de Toscane) ainsi que l'Autriche. Celle-ci est en position dominante car elle contrôle directement la Lombardie-Vénétie, et par princes interposés Modène et la Toscane.
Le futur Napoléon III réside à Rome à partir de 1823 et s'y initie aux débats politiques, avec notamment pour sujet la liberté des peuples à disposer d'eux mêmes. Il fréquente le milieu des carbonari et participe aux insurrections de 1830. Lorsqu'il prend le pouvoir par les élections, puis par le coup d'État du 2 décembre 1851, Napoléon III est préoccupé par « le principe des nationalités » du Printemps des peuples. Il souhaite que les Italiens soient libres mais les Français, en majorité catholiques, redoutent que cette unité italienne se fasse au détriment du pape qui y perdrait ses États pontificaux. Par ailleurs, l'unification de l'Italie nécessite une confrontation avec l'Autriche.

### La première guerre d'indépendance italienne (1848-1849)

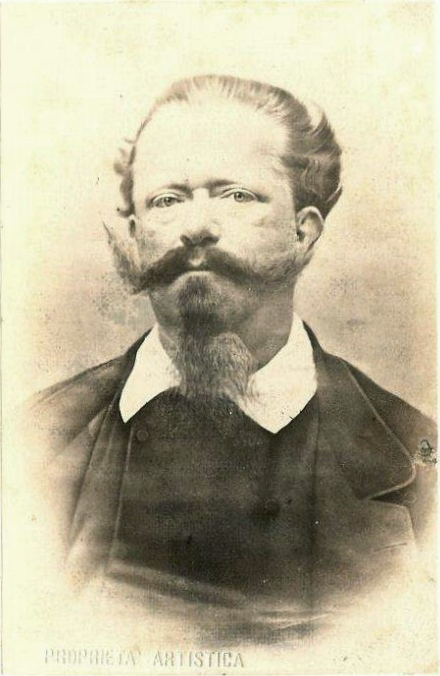
Victor-Emmanuel II de Savoie.
Photographie de Alessandro Duroni.

En 1847, l'Italie connaît une poussée libérale avec l'élection de Pie IX qui amnistie les prisonniers politiques et l'introduction de réformes institutionnelles. L'opinion libérale est galvanisée par la position de l’Église, ce qui amène par exemple Léopold II de Toscane à réduire la censure.
En Autriche, le 14 mars, Metternich doit laisser son poste. Les événements à Vienne ont une répercussion immédiate dans le royaume de Lombardie-Vénétie : Venise s'insurge le 17 mars suivie par Milan qui chasse les troupes autrichiennes au cours de cinq jours d'insurrections. Un gouvernement provisoire est constitué. Les différents États mettent en place une constitution sur le modèle de la constitution française et les parlements élus se montrent anti-autrichiens.
Le 23 mars, Charles-Albert de Savoie, roi de Piémont-Sardaigne, décide d'apporter son aide aux insurgés et déclare la guerre à l'Autriche. Il est soutenu militairement par les États pontificaux, le royaume des Deux-Siciles, le grand-duché de Toscane avant qu'ils ne fassent volte-face. Pie IX recule devant le mécontentement de Vienne au soutien de Rome à une telle action et Ferdinand II lorsqu'il entrevoit l'hégémonie piémontaise lorsque celle-ci procède à l'annexion par plébiscite de la Lombardie et des différents duchés alors même que la guerre n'est pas finie. Les Siciliens déclarent la déchéance de Ferdinand II (13 avril),.
Les officiers supérieurs qui assument le commandement de l'armée piémontaise sont pour la plupart des carbonari qui refusent de renoncer à l'expédition. Après les premiers succès, le 25 juillet 1848, le royaume de Sardaigne est défait par les troupes autrichiennes mené par Schwarzenberg à Custoza.
Face à la contestation libérale et démocratique et l’assassinat de son chef du gouvernement Pellegrino Rossi, le pape Pie IX quitte Rome et une république est instituée, dont Giuseppe Mazzini est un des principaux dirigeants. Le pape revient à Rome le 1er avril 1849 avec l'aide militaire des Français, fidèles alliés du pape.
Charles-Albert reprend les hostilités mais après avoir été définitivement battu à la bataille de Novare, il abdique au profit de son fils Victor-Emmanuel qui signe l'armistice avec les Autrichiens. La Lombardie redevient Autrichienne, les petits duchés retrouvent leur souverains, seule Venise résiste provisoirement. Cavour est appelé au pouvoir en octobre 1850 et devient président du Conseil (Premier ministre) en février 1852.

### Le rapprochement de la France et du Piémont

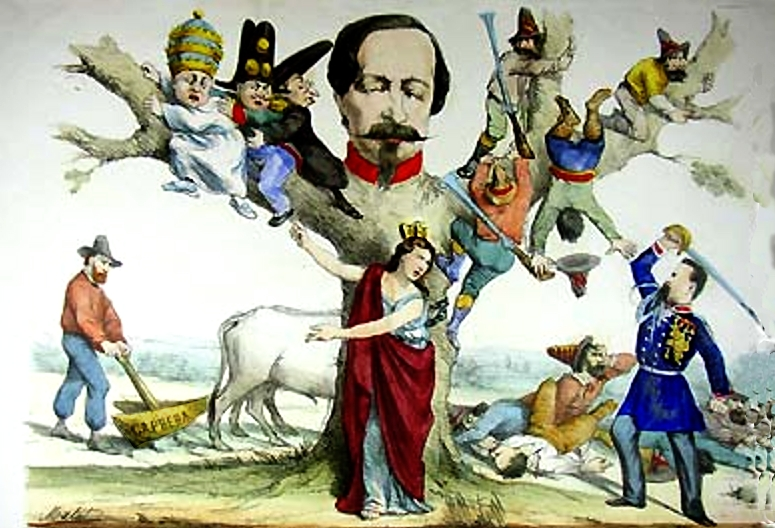
Caricature de 1861.

Cavour, au pouvoir depuis 1852, souhaite moderniser le royaume de Sardaigne. Il essaie d'entretenir de bonnes relations diplomatiques avec l'Empire en jouant sur le sentiment pro-italien de Napoléon III. La guerre de Crimée, au cours de laquelle le Piémont intervient aux côtés de la France, permet ce rapprochement.
Le 14 janvier 1858, trois bombes sont cependant lancées sur le couple impérial qui se rend à l'Opéra par quatre Italiens, dont Felice Orsini, ancien carbonaro. Beaucoup craignent alors que les rapprochements diplomatiques effectués soient réduits à néant du fait de la nationalité des poseurs de bombes. Orsini et ses trois compatriotes (Gomez, Pieri, De Rudio) sont jugés et donnent une publicité inattendue à la cause indépendantiste.

Cavour.

Napoléon III, sorti indemne de cet attentat comme son épouse Eugénie, laisse circuler les écrits nationalistes d'Orsini et prend contact avec Cavour, par l'entremise de Henri Conneau durant l'été 1858. Ils se rencontrent à Plombières le 21 juillet 1858 et mettent en place une alliance, définissant une stratégie pour que l'unité italienne voie le jour. En premier, une alliance militaire entre la France et le Piémont est décidée afin de chasser les Autrichiens du territoire italien. En second lieu, une future organisation politique de l'Italie sera mise en place lorsque la victoire sera acquise. Le pape présidera alors cette Italie réunifiée, composée de quatre États : l'Italie du Nord, l'Italie centrale, les États pontificaux et le royaume des Deux-Siciles.
En échange de l'aide de la France, Cavour promet à Napoléon III la Savoie et la ville de Nice. Deux mois plus tard, le prince Napoléon se rend dans le Piémont afin d'y préparer son mariage avec la fille de Victor-Emmanuel, mais aussi pour signer un accord trilatéral (militaire, financier et diplomatique).
Pendant ce temps, à Paris, l'empereur des français reçoit les différents corps diplomatiques des pays européens et conclut dans le plus grand secret un accord avec le tsar Alexandre II de Russie afin que son pays reste neutre si une guerre voit le jour entre la France et l'Autriche. La reine Victoria manifeste quant à elle son désaccord en apprenant les intentions de l'Empereur.

## L'intervention limitée de l'armée française en Italie (1859)

### La campagne d'Italie
La guerre commence par un ultimatum des Autrichiens lancé au gouvernement de Cavour, qui a fait le nécessaire pour les provoquer, d'arrêter les préparatifs militaires. Le 27 avril 1859 les troupes de Ferencz Gyulai pénètrent dans le royaume de Piémont-Sardaigne pour anticiper l'arrivée des troupes françaises.
Le 3 mai 1859, Napoléon III déclare son intention de libérer l'Italie « des Alpes à l'Adriatique. » Comme il l'avait déjà fait quatre ans plus tôt en Crimée, il lance ses généraux dans une guerre surprise pour laquelle l'état-major n'a ni plan établi, ni préparation. L'empereur a de grands espoirs mais sans penser aux efforts nécessaires pour les réaliser. L'essentiel des opérations militaires de l'armée d'Italie se déroulent en deux mois sur le territoire de la Lombardie. Les premiers combats victorieux ont lieu à Palestro, Magenta, Solférino et San Martino (pour les Piémontais) durant les mois de mai-juin 1859.
Le 6 juin[pas clair], Napoléon III déclare la fin des hostilités pour trois raisons. Ni Magenta, ni Solférino n'ont été des batailles décisives et les ravages de la guerre sont meurtriers (presque 12 000 morts, blessés ou prisonniers dans chaque camp à Solférino). De plus, son idée d'une fédération est menacée par les mouvements insurrectionnels qui débutent dans les différents duchés. Pire, Napoléon III a oublié de tenir compte de la Confédération germanique qui est liée par un accord d'assistance avec l'Autriche. La mobilisation de la Prusse sur le Rhin, combinée aux difficultés militaires et le risque d'une défaite en Vénétie, modèrent son enthousiasme et le décident à mettre fin à cette guerre.
En outre, d'un côté les catholiques s'agitent de toute part en Europe pour sauvegarder l'indépendance des territoires pontificaux. De l'autre côté les républicains français protestent contre l'abandon des traditions révolutionnaires dont ils ont approuvé le renouveau avec enthousiasme.

### Le traité de Zurich

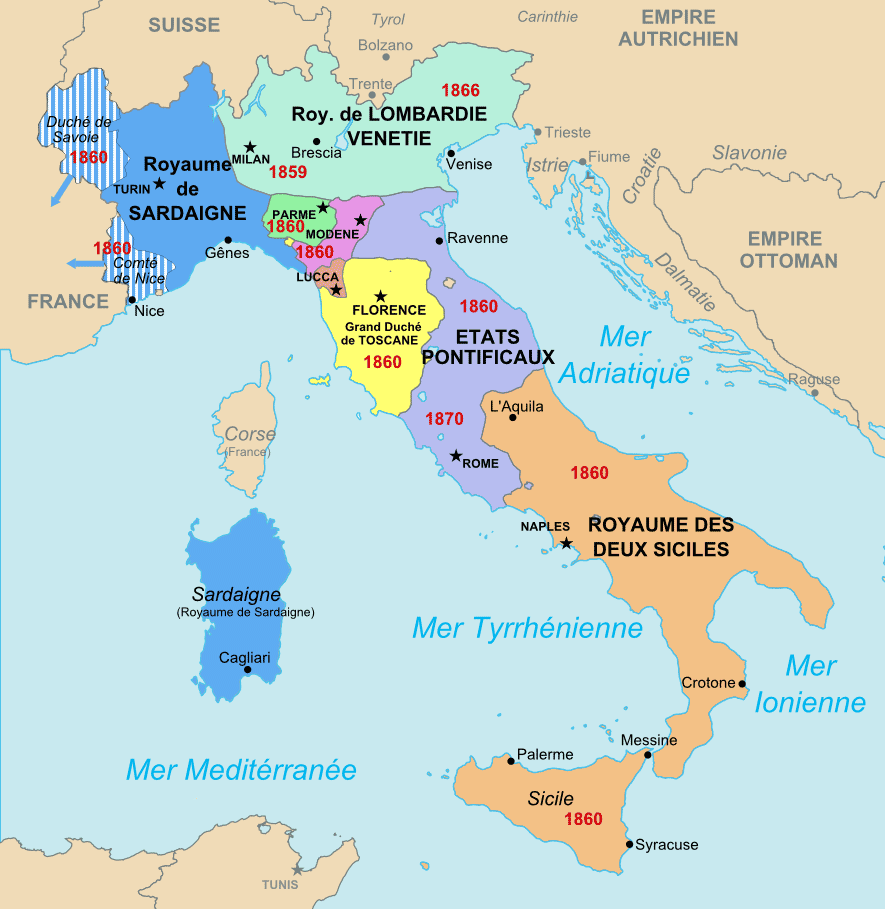
Les États italiens et les dates de leurs annexions.

L'empereur des Français propose à l'empereur d'Autriche François-Joseph de se rencontrer à Villafranca. Un armistice est signé le 11 juillet 1859. L'Autriche cède la Lombardie à la France qui la rétrocède au royaume de Sardaigne et retire ses armées présentes dans les États pontificaux. Les duchés de Modène et de Parme doivent être a priori restaurés.
Cavour, en total désaccord avec cet armistice et se sentant trahi, démissionne pour marquer sa désapprobation. En novembre 1859, la paix à Zurich met un terme définitif à la guerre et donc à la participation française dans l'unification italienne. Napoléon III compose avec la méfiance du Royaume-Uni en remplaçant Walewski, qui est hostile à sa politique, par Thouvenel, un anticlérical et un défenseur de l'alliance avec le Royaume-Uni. Napoléon, comme tous les gouvernements français, ne trouve qu'une solution provisoire au problème italien. Pour autant, Napoléon III réaffirme son soutien aux Italiens dans leur processus d'unification.

## La défense des États pontificaux (1859-1870)
La préoccupation principale de Napoléon III est désormais de préserver l'indépendance du pape et des États pontificaux face à l'Italie unifiée.

### Le ralliement de l'Italie à la maison de Piémont-Sardaigne (1859-1860)

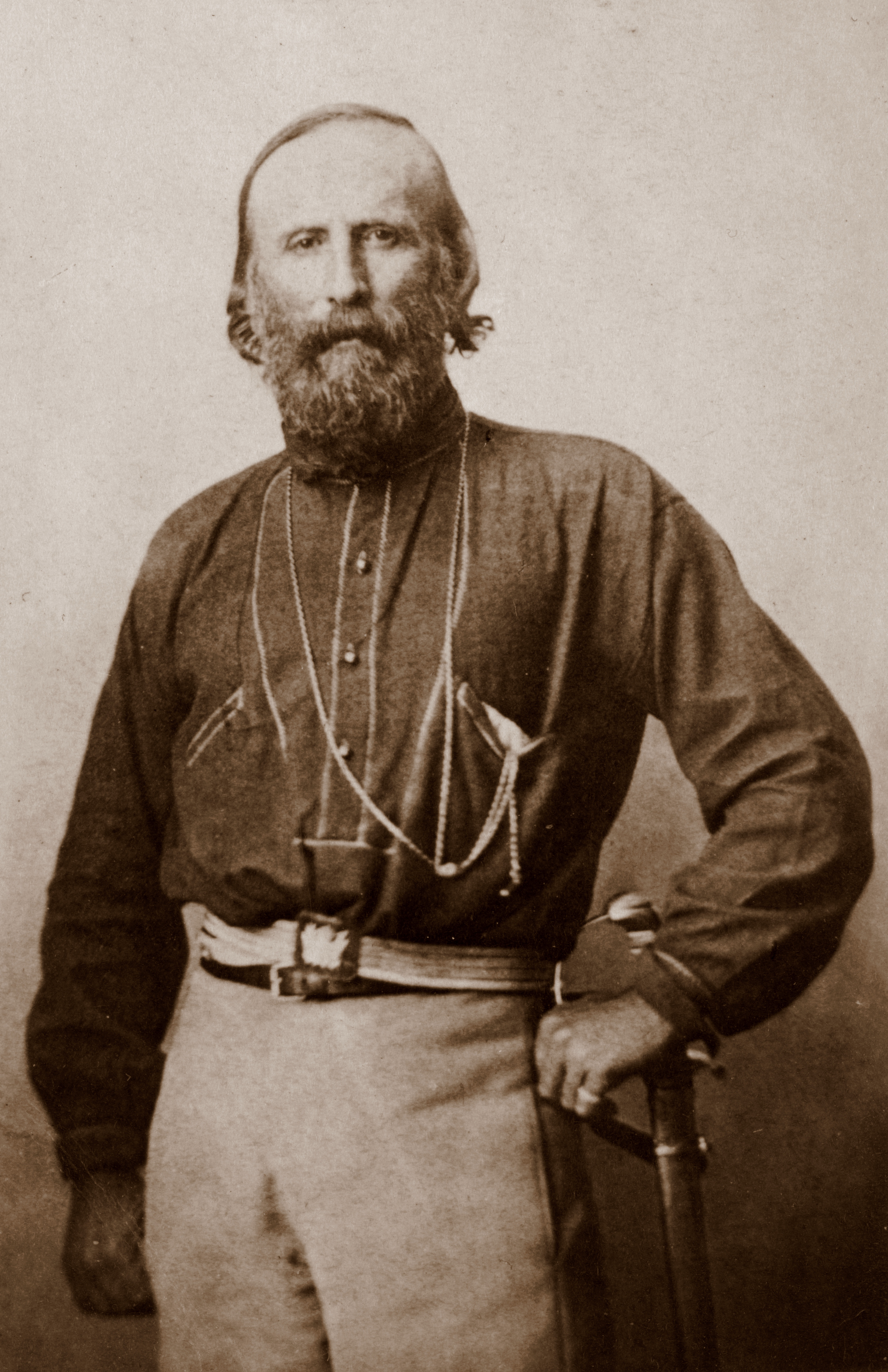
Giuseppe Garibaldi en 1861.

De juillet 1859 à mars 1860, les duchés italiens se rallient les uns après les autres au mouvement unitaire, soutenu par l'opinion publique, et le roi de Sardaigne, Victor-Emmanuel. Ces annexions sont contrebalancées par le transfert du comté de Nice et du duché de Savoie à la France sans que le cadre géopolitique soit stabilisé.
L'expédition des Mille menée par Garibaldi débute en mai 1860 et permet l'annexion du royaume des Deux-Siciles. Le 17 mars 1861, le royaume d'Italie est proclamé, Victor-Emmanuel II devient roi d'Italie.
En 1866, le tout jeune royaume d'Italie met à profit la guerre entre la Prusse et l'Autriche pour obtenir de cette dernière la Vénétie.

### Le soutien militaire de Napoléon III aux États pontificaux
Le roi Victor-Emmanuel a laissé Garibaldi envahir les États du pape malgré une promesse que le roi avait faite à l'Empereur. Ce dernier envoie alors des troupes pour protéger le pape et empêcher les Italiens de rentrer dans Rome. Une convention est signée entre la France et l'Italie le 15 septembre 1864, par laquelle les Français acceptent de se retirer des États du pape à condition que les troupes italiennes ne franchissent plus les frontières des États pontificaux.
En décembre 1866, les dernières troupes françaises quittent Rome, mais de nouvelles insurrections éclatent dans la ville en 1867 à l'instigation des volontaires de Garibaldi. Napoléon III envoie alors la Légion d'Antibes et quelques troupes françaises. Il impose ainsi que la Rome du pape-roi ne soit pas menacée par le royaume italien. 
La guerre franco-prussienne de 1870 va servir les intérêts de l'unité italienne. En effet, l'Italie reste neutre dans ce conflit mais les Italiens prennent Rome alors que Napoléon III est prisonnier des Prussiens.
La défaite française à Sedan et la proclamation de la Troisième République permettent au roi Victor-Emmanuel de lancer un ultimatum au pape : celui-ci doit lui remettre Rome, en échange la reconnaissance de son indépendance spirituelle. Le pape refuse en conséquence de quoi les troupes italiennes entrent dans Rome et prennent possession des États pontificaux. Un plébiscite entérine cette annexion et Rome devient la capitale du royaume d'Italie, début juillet 1871.

## Note
1. 1 2  Banti, 2011, p. 72.
2. 1 2 3 4  Banti, 2011, p. 77.
3. ↑  Banti, 2011, p. 76.
4. ↑  Banti, 2011, p. 79.
5. ↑  Banti, 2011, p. 79, 80.
6. ↑  « Statuto Fondamentale del Regno di Sicilia » (consulté le 27 août 2011).
7. ↑  Studi Garibaldini : Il 1848 in Italia, Marsala, Centro Stampa Rubino, 2000, p. 19.
8. ↑  Banti, 2011, p. 78.
9. 1 2  Banti, 2011, p. 81.
10. ↑  Banti, 2011, p. 81-85.
11. 1 2  Banti, 2011, p. 89.
12. ↑  Banti, 2011, p. 98.
13. ↑  Banti, 2011, p. 99.
14. 1 2 3 4  Banti, 2011, p. 105.
15. ↑  « Napoléon III » (consulté le 25 août 2011).
16. 1 2  Banti, 2011, p. 106.
17. 1 2 3 4 5 6  Banti, 2011, p. 109.
18. 1 2  Banti, 2011, p. 110.
19. ↑  Banti, 2011, p. 111.
20. ↑  Banti, 2011, p. 111-116.
21. ↑  Banti, 2011, p. 117.